# 르모듈러

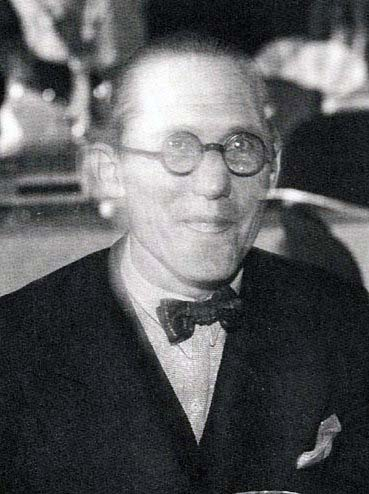
Le Corbusier 1933

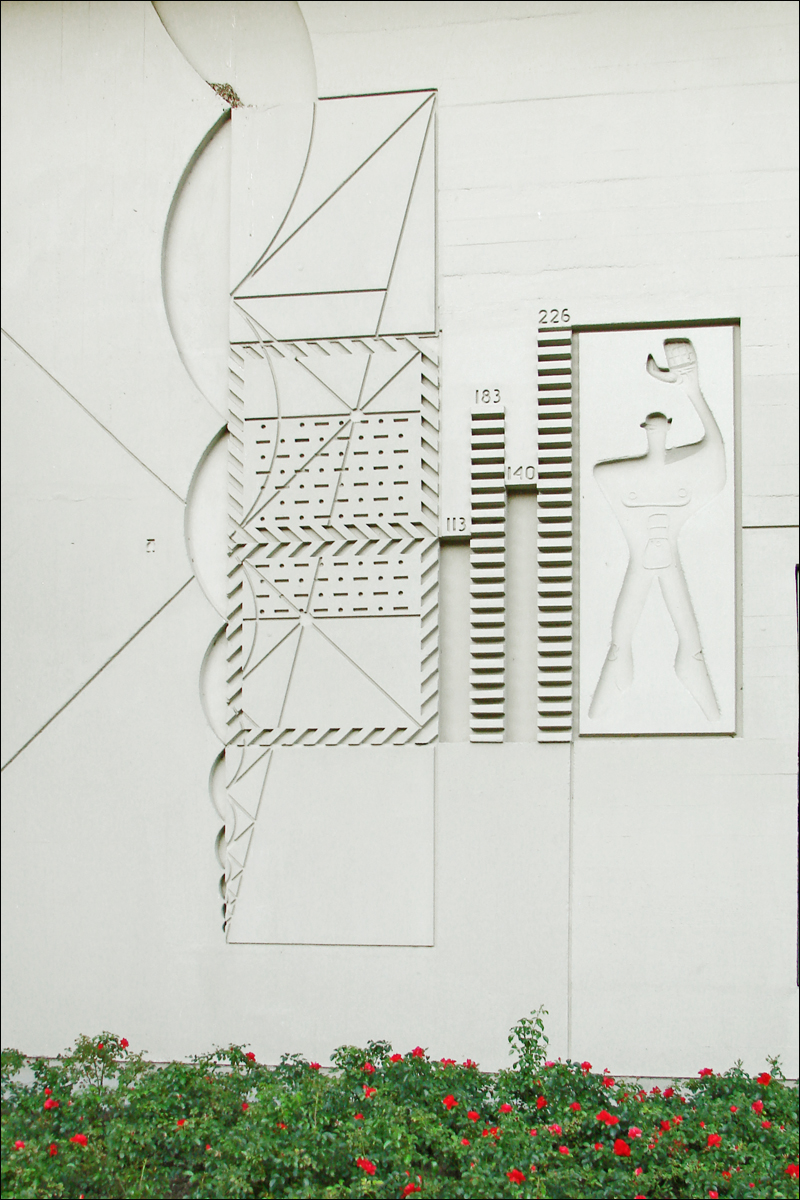
Corbusierhaus (Berlin) (6305784913)

르모듈러(Le Modulor)는 스위스 출신의 프랑스 건축가인 르 꼬르뷔지에에 의해 만들어진 측정 체계이다. 르 꼬르뷔지에는 '조화'를 자신의 건축의 주요 개념으로 삼았으며, 그는 인간과 우주와의 조화를 실현하기 위하여 자신만의 설계 도구를 만들어 사용하였다. 그 대표적인 예가 '규준선'과 '모듈러'이며 이들은 수학적 비례를 시각적으로 표현한 비례체계이다. 규준선과 모듈러는 그의 작품 전반에 걸쳐 사용되었다.

## 배경

### 르 꼬르뷔지에의 건축관
르 꼬르뷔지에는 비례와 조화를 자신의 건축작품의 주요 개념으로 삼았다.
 "건축은 인간 자신이 창조한 우주이며, 이 우주는 인간 최초의 증명이다. 그는 자연의 이미지 안에서, 자연의 법칙 -우리의 본질과 우주를 지배하는 법칙-에 복종하여 그 우주를 창조하였다.” 
그는 자연은 겉으로 보았을 때 우연적이고 혼돈된 것으로 보이지만, 그 안에 내재된 법칙이 있음을 확신했다. 또한, 자연의 법칙이 우리 인간과 우주를 지배한다고 여겼는데, 이 때의 법칙을 수의 질서인 비례에서 찾았다. 즉, 그는 자연의 법칙에 의해 지배를 받는 인간이 우연적이고 혼돈된 자연 속에서 그 법칙을 찾아내 무엇인가-건축-를 창조함으로써 우주 및 자연과의 조화를 이룰 수 있다고 보았다.
이러한 생각을 바탕으로 르 꼬르뷔지에는 비례를 중시하던 고전 건축을 긍정적으로 인식했고 비례를 건축적으로 재해석하여 수 많은 그의 작품에 반영한다.

### 비례를 중시한 르 꼬르뷔지에
실제로 고전건축에서는 비례, 균형, 조화 등 건축의 미적 측면이 강조되었다. 비례는 형성된 체계를 통해 대상이 가지고 있는 질서의 합리성을 나타내는 역할을 했고, 때로는 신적 상징성을 가지기도 했다. 하지만 17세기 과학과 사상의 발전으로 합리주의적 사고가 시대를 지배하면서 비례체계는 보편적 규범으로서의 위치를 잃었고 건축은 새로운 형태를 추구하였다. 18세기의 낭만주의 예술가들은 수적 이론이 그들의 자유로운 예술에 적합하지 않다고 여겼다. 19세기에 와서도 비례에 관심을 가진 자들은 주로 학자들이었을 뿐, 건축에 있어서 비례를 중심 문제로 거론했던 건축가는 별로 없었다. 르 꼬르뷔지에는 그런 상황 속에서 우주에 보편적 진리가 존재함을 확신하였고 수적 비례에서 그 답을 찾았다. 그는 비례를 우주와 인간이 조화를 이룰 수 있게 하는 해결책으로 여겼고, 비례를 재해석하여 수많은 그의 작품에 반영했다.

### 별도의 측정체계에 대한 필요성 인식
모듈러 이전에도 측정체계는 존재했다. 역사적으로 인간이 만들어낸 척도 중 가장 기본이 되는 측정대상은 신체의 길이 및 무게였다. 신체의 각 부위 – 팔꿈치, 손가락, 발, 보폭 등 –를 도구로 하여 큐빗(1큐빗 = 약 50cm. 성인 남자의 가운데 손가락 끝에서 팔꿈치까지의 길이), 피트(1피트 = 약 30.48cm. 발 길이), 야드, 척 등의 단위를 만들어냈고, 이를 파르테논 신전, 인도의 사원, 그리고 수많은 성당들을 건립하는 데 이용하기도 했다. 
 르 꼬르뷔지에는 인간의 신체가 조화의 원천인 비례를 내포하기 때문에 무한히 풍요로운 측정도구가 될 수 있다고 여겼다. 하지만 신체를 이용해 물체의 길이 및 크기를 어림하는 방식은 각 지역별로 신체의 크기 및 치수가 달라 보편성을 가지지 못하므로 세계화된 근대에서는 부적절한 방식이라고 지적했다. 

또한 프랑스 대혁명으로 미터법이 사용되기 시작했는데 미터법은 지구 자오선의 길이를 기초로 한 척도로 인체와는 무관한 척도였다. 그는 이러한 척도를 건축에 적용할 경우 인간과 자연, 우주간의 질서 및 조화로운규준서 관계에 있어서 왜곡된 결과가 나타날 수 있다고 보았다.
이러한 기존 척도에 대한 한계점을 인식한 그는 인간과 건축 간의 공통요소를 확립할 수 있는 새로운 척도체계를 만들고자 연구하였고, 그 결과 모듈러를 창안하게 된다.

## 발전과정

### 규준선(The regulating lines)
규준선 - 대각선을 바탕으로 하는 기하학적 비례체계
르 꼬르뷔지에가 그의 전반기 건축에서 조화로운 공간을 만들어 내기 위해 사용한 도구는 황금비와 규준선이었다. 
 그는 미켈란젤로의 작품 Capitol을 보면서 직각의 위치가 전체의 구도를 통제한다는 것을 발견하고 규준선을 착상했다고 한다. 또한, 오귀스트 슈와지의 <건축 역사>를 읽고 규준선에 대한 확신을 얻었다고 한다.
그가 1929년 건축 잡지를 통해 발표한 규준선은 4가지로 구성되어 있다.
1. 대각선에 의한 규준선 (Trace Diagonal): 작은 요소와 전체 구성 사이의 기하학적인 관계를 결정한다. 입면에서 개개요소의 비를 통해 상호간의 수학적인 관계를 얻는다.

2. 수에 의한 규준선 (Trace Numerique): 대각선을 보완하는 선으로써 입면 높이에서 산술적인 관계로 요소들을 구성한다.

3. 자동조절되는 규준선 (Trace Automatique): 구조물을 정리하는 산술적인 측량으로써 규칙적인 리듬을 확립해준다

4. 인체치수(Echell Humaine)
규준선의 선들은 미리 정해져 있는, 어느 대상에게나 동일하게 적용되는 선들이 아니다. 건축가는 규준선을 이용해 갖가지 조형물의 면을 분절함으로써 형태 기하학적인 질서를 만들어낼 수 있다. 

먼저, 가장 기본이 되는 ‘대각선에 의한 규준선’ 이 만들어내는 질서는 다음의 원리를 적용한 것이다. 입면에서 높이와 폭의 비가 같은 구형들은 크기가 다르더라도 서로 조화를 이룬다. 마찬가지로 하나의 대각선에 대한 수직선들로 이루어진 장방형 요소들도 같은 비를 가지게 되므로 자연스럽게 통일된 느낌을 가지게 된다. 르꼬르뷔지에는 대각선을 사용함으로써 입면의 모든 면이 조화를 이루도록 한 것이다.

‘수에 의한 규준선’은 ‘대각선에 의한 규준선’에 의해 결정된 입면의 개구부와 전체구형의 높이 방향을 단순비로 정리한 것이다.

‘자동조절되는 규준선’은 황금비와 관련되어 있다. 구조체의 비를 2:1:2:1:2나 1:1과 같이 1과 2만으로 배열하면, 1과 2의 정수를 반복해 3:5나 5:8과 같은 황금비에 근접한 비례를 얻을 수 있음을 이용한 것이다. 여기서 1,2,3,5,8...은 피보나치 수열을 이루며 이후 1945년 개발된 모듈러의 기본 수치가 된다.
 가르쉬 주택이 비례를 보여 주고 있는 다이어그램을 보십시오. 비례를 창안하는 것, 개구부의 위치와 크기를 선택하는 것, 대지의 특성에 의해 결정된 너비에 적합한 높이를 정하는 것, 이러한 것들이 창조적인 행위의 모든 부분들인 것입니다.
규준선은 단순한 수학이 아니다. 규준선은 공간과 공간을 인지하는 인간의 감각을 연결지어 생각한 끝에 나온 결과물이며 입면을 구성하는 서로 상이한 요소들의 관계를 다루어 주변과 건축물의 입면간의 조화로운 관계를 이루어내기 위한 창조적 도구이다.

### 비례격자(The grid of proportions)
1943년 12월, 르꼬르뷔지에는 규준선과 황금비의 원리를 바탕으로 새로운 비례 시스템-비례 격자-를 발명한다. 이 연구는 아스코럴(ASCORAL. 건축적 재견을 위한 제작자 협회)과 함께 진행되었다.
그는 황금비에 바탕을 둔 비례격자를 사용할 경우, 다양한 비례-예) 1:2, 5:8, 8:13 등-로 요소들을 구성하는 것이 가능해져, 보다 다양한 요소들을 한 공간 안에서 조화롭게 결합시킬 수 있을 것이라고 기대했다. 

그가 발명한 비례 격자를 형성하는 방법은 다음과 같다.
정사각형 acdb의 한 변 ab의 2등분점인 e를 기준점으로 하고, c점을 시작점으로 하는 호를 그려 점 g의 위치를 정한다.

정사각형의 2등분점인 점 f와 점 g 그리고 새로운 점 i 가 직각삼각형을 이루도록 점 i의 위치를 결정한다.

이 때 □ghji는 원래 사각형인 □acdb의 2배가 되며 l이 선분 hj의 이등분점일 경우 □ghlk와 □lkij는 정사각형 acdb의 크기와 같다.

이렇게 만들어진 위의 도형에서 각각의 선분의 길이를 살펴보면, 

{\displaystyle {\overline {nl}}} = 0.236 (= 2×0.118), {\displaystyle {\overline {dj}}} = 0.382, {\displaystyle {\overline {hc}}} = 0.618, {\displaystyle {\overline {cd}}} = 1, {\displaystyle {\overline {hd}}} = 1.618 인데 이 길이들은 피보나치 수열을 이룬다.
르 꼬르뷔지에는 여기에서 한 단계 더 나아가 황금비와 ‘휴먼 스케일(human scale)’을 통합했다. 그는 인체 치수 역시 황금비로 이루어졌기 때문에 이러한 통합이 가능하다고 여겼다. 위의 비례 격자 내부에 팔을 들어올린 인간을 넣음으로써 인체의 치수와 수학적 비례를 조화시키는 일련의 치수값들을 얻을 수 있다고 생각한 것이다.

이 때 그가 가정한 사람은 팔을 들어올렸을 때의 높이가 2.2미터인 사람이었고, 그 사람을 한 변의 길이가 1.1미터인 정사각형 2개에 넣었다고 가정했다. 

좀 더 진행된 그의 연구에서 기준이 된 인체 치수는 프랑스인의 표준 신장인 1.75미터였다. 그 결과 배꼽 높이는 전체 높이의 이등분점, 머리 높이는 배꼽 높이의 1.1618배이므로 기준이 되는 {\displaystyle {\overline {cd}}}=1, 즉 배꼽높이는 108cm (=175/1.1618) 이었고, 

{\displaystyle {\overline {nl}}} = 25.4cm (=108×0.236), {\displaystyle {\overline {dj}}} = 41.45cm(108×0.382), {\displaystyle {\overline {hc}}} = 66.8cm(108×0.618) 라는 값이 얻어졌다. 이때의 모든 수는 정확히 피보나치 수열을 이루었다.
르 꼬르뷔지에는 자신이 발명한 이 격자가 널리 사용되기를 바랐다.

### 모듈러 Ι
모듈러: 신체의 비례체계에 따른 조화로운 측정방법
모듈러를 만들기 위한 연구를 하면서 그는 앞서 만들었던 비례격자가 적합하지 않음을 깨닫고, 비례격자 대신 비례자를 선택한다. 비례격자가 2차원적 현상이 아닌 선적 현상에 기초한다는 것을 깨달은 것이다. 그는 0에서 무한대로 움직이는 황금분할 집합인 선형체계를 만들고 이것을 비례자라고 부른다. 이 비례자를 바탕으로 1945년 12월 1.75M의 인체를 기준으로 하는 0~2.16M의 띠자를 만들어낸다.
모듈러는 단일 정사각형과 이중 정사각형에 2개의 황금비를 적용한 것이다.

적색계열은 단일 정사각형(108cm)에 황금비를 더하는 것이고, 적색계를 수치의 두배인 청색계열은 이중 정사각형(216cm)에서 황금비를 빼는 것이다.
모듈러 치수는 신체 치수와 황금비인 1:1.618의 관계를 가지는 수치로 결정되었다. 
단일 정사각형에 더해진 황금비는 신체의 두 부분인 발바닥으로부터 배꼽까지의 치수와 배꼽으로부터 머리까지의 치수 관계를 결정한다.
이중 정사각형으로부터 빼지는 황금비는 발바닥으로부터 성기까지의 치수와 성기로부터 팔을 든 손가락의 끝까지의 치수 관계를 결정한다.

### 모듈러 Ⅱ
모듈러 1의 치수들은 미터법에 의한 치수였다. 즉, 모듈러 1에서 얻어진 각각의 치수들을 인치-피트법의 단위로 바꾸게 될 경우 수가 맞아 떨어지지 않아 사용하기에 불편했다.
르 꼬르뷔지에는 이 문제를 해결함으로써 자신의 모듈러가 모든 국가에서 적용될 수 있는 통합적 측정수단이 되기를 기대했다. 

계속된 연구 끝에 그는 영국인의 신장 6피트 (6*30.48cm = 182.88cm)를 모듈러 1의 시스템에 적용했다. 그 결과 새로운 모듈러의 눈금은 피트- 인치 체계에 딱 떨어지는 숫자들로 변환되었고, 이러한 사실은 그의 모듈러가 이전부터 문제로 거론되었던 미터법과 피트-인치법 간의 상호 불통을 자연스럽게 해결해 줌을 의미했다.
```
113.2 × 0.236 = 26.66cm → 27cm = 10.503 → 10.5’
113.2 × 0.382 = 43.16cm → 43cm = 16.99’ → 17’
113.2 × 0.618 = 69.83cm → 70cm = 27.49’ → 27.5’
113.2 × 1 = 113.02cm → 113cm = 44.49' → 44.5’
113.2 × 1.618 = 182.88cm → 183cm = 72.00’ → 72’
```

모듈러 1에서와 같은 방법을 적용해보면 적색계열은 0에서 시작하여 182.9cm에서 끝나며, 청색계열은 0에서 시작해 2.26cm에서 끝난다. 르꼬르뷔지에는 이 수치들을 결합하여 격자 형태로 조합하였고 이런 조합을 발전시켜 다양한 부피를 가지는 공간을 구축할 수 있었다.
모듈러의 가장 큰 특징은 불변의 가치를 갖는 기하학과 인간 사이에 공통요소를 확립하려는 시도라고 할 수 있으며, 그것은 인체측정학적 치수를 미학적 비례와 동일하게 만들려는 시도로 나타난다. 즉, 모듈러는 인체 치수를 바탕으로 정립된 비례시스템이며 사용자의 활동반경을 정립한 합리적인 측정체계이다.

## 그래픽 표현
한 팔을 올린 양식화된 인간 형상인 모듈러의 그래픽 표현은 두 개의 수직 측정 옆에 서 있는데, 이는 그림의 배꼽 높이(원래 버전 1.08m, 개정 버전 1.13m)를 기반으로 한 빨간색 시리즈와 그림의 전체 높이인 배꼽 높이의 두 배(원래 버전의 경우 2.16m, 개정판의 경우 2.26m)를 기준으로 한 파란색 시리즈로 비슷하게 분할된다. 빨간색과 파란색 부분 사이에 그래픽으로 발전된 나선형은 인간의 볼륨을 모방하는 것처럼 보인다.
모듈러2는 André Maissonier와Justino Serralta가 그렸다.

## 모듈러의 적용
그가 제안한 모듈러의 모든 치수들은 이웃하는 치수와 황금비의 관계를 갖는 수열을 이룬다. 이와 같이 비례가 보존되기 때문에 큰 규모의 치수들간의 관계는 작은 규모의 치수들간의 관계와 같게 되며, 스케일상의 변화와 상관 없이 모듈러를 작은 크기의 산업 생산품에서부터 대규모의 도시계획에 이르기까지 모든 대상물에 적용가능한 치수체계 및 디자인 도구가 된다.
모듈러를 다양한 대상물에 적용하기 위한 첫번째 시도는 다음과 같다.
1. 마르세이유 주거 단위 : 26개의 공동시설을 포함한 1600명 주민을 위한 건물
2. 세브르가 35번지 작은 사무실 : 작은 사무실에 가구와 장식품을 효율적으로 배치하기 위한 적용
3. 이동 전시회 준비 : 1948년 8개 주요 미국 박물관의 후원 아래 효율적인 전시 벽과 전시 진열대를 위한 적용
4. 타이포그래피Typography : 1948년 잡지 《오늘의 건축L'Architecture d'Aujourd'hui》 특별호에 실린 200개의 도판 배치를 위해 적용
5. 생-디에에 있는 공장
6. 나무로 만든 유리가 껴진 새로운 형의 창틀 : 유리창의 조화를 찾기 위한 모듈러 적용
7. 이스트 강변에 있는 유엔 빌딩 :
8. 도시 계획 : '파리 1937년을 위한 계획'

그는 1945년 모듈러를 발명한 이후 모든 건축물에 모듈러의 치수를 적용하여 설계를 했다. 르 꼬르뷔지에는 건축은 질서이며, 비례를 통해 조화를 이루어낼 수 있다고 여겼다. 스팬과 층고, 기둥 단면 크기, 슬래브 두께와 같은 건축물의 구조요소에 일관적으로 비례체계인 모듈러를 적용함으로써 신체치수에 근거한 설계가 가능해졌다.

### 유니테 다비타시옹 (Unite d'Habitation)
Unite d'Habitation (Marseilles, France, 1946-52)
2차 세계대전 이후 주택공급 문제를 해결하려는 목적으로 건설된 거대주거단지 유니테 다비타시옹
| 모듈러 치수가 적용된 부분 | 치수                                       |
| ------------------------- | ------------------------------------------ |
| 평면그리드                | 419cm × 419cm                              |
| 층고                      | 226cm (거실부분: 485cm*1)                  |
| 스팬                      | 419cm                                      |
| 바닥슬래브두께            | 세대 내부: 33cm 세대와 세대사이 53cm       |
| 단위주호                  | 419cm × 2                                  |
| 발코니                    | 156cm (폭 113cm*2 + 발코니선반크기 43cm*3) |

*1: 거실 부분 층고: 485cm = 226cm(층고) + 33cm(중층 바닥슬래브두께) + 226cm(층고)
*2: 113cm: 사람의 신장을 기준으로 발끝에서 배꼽 위치까지의 거리로, 전체 모듈러 치수인 226cm의 절반.
*3: 43cm: 거주자가 앉았을 때 적정한 의자 높이
위의 표에 나타난 바와 같이 유니테 다비타시옹의 구조 및 외관 디자인에서 나타나는 치수는 모듈러의 직조구성에 있는 적색계열과 청색계열의 수치를 그대로 사용한 결과이다.

### 국립서양미술관(National Museum of Western Art)
National Museum of Western Art, Tokyo( Tokyo, Japan, 1956-58)
| 모듈러 치수가 적용된 부분 | 치수                                                                     |
| ------------------------- | ------------------------------------------------------------------------ |
| 층고                      | 1층: 296cm 2층: 495cm 3층: 226cm                                         |
| 스팬                      | 635cm (= 592cm*1 + 기둥두께 43cm)                                        |
| 기둥두께                  | 1층: 53cm 2층: 43cm                                                      |
| 계단 폭, 난간 높이        | 113cm                                                                    |
| 외피                      | 581cm (= 천정고 226cm + 슬래브두께 43cm + 천정고 226cm + 옥상슬래브두께) |
| 패널                      | 53cm×226cm, 53cm×183cm                                                   |

*1: 적색계열 모듈러치수가 그대로 적용된 592cm는 1층 필로티의 천정고 296cm의 두 배이다. 즉, 스팬과 기둥의 높이 비가 2:1의 비를 이룬다.

### 찬디가르사무국 건물 (Secretariat Building in Chandigarh)
Secretariat Building (Chandigarh, india, 1958)
행정청사로 사용되는 건축물
| 모듈러치수가 적용된 부분 | 치수                      |
| ------------------------ | ------------------------- |
| 전체 크기                | 길이: 254m 높이: 42m      |
| 층고                     | 전면: 366cm 후면: 785cm*1 |
| 복도                     | 높이, 폭: 296cm           |
| 외피 (유리벽면*2)        | 모듈러 수치 혼용          |

*1: 후면 층고 785cm = 한 개 층고 366cm + 슬래브두께 53cm + 한 개 층고 366cm 
*2: 유리벽의 멀리온 간격 치수는 순수형과 통합형으로 나누어 볼 수 있다. 
순수형에는 청색계열 수치(13, 20, 33, 53, 86, 140)와 적색계열 수치(17, 27, 43, 70, 113)가 혼용되어 사용된다.
통합형은 이들 모두의 수치를 사용하여 배치한 것을 말하는데 X차 변형으로 변형을 줄 수 있다.

```
X차 변형
: 각 계열의 모듈러 치수 중 가장 작은 치수부터 X개의 치수를 제외한 나머지 치수를 조합하여 사용하는 유형
[
11
]
```

청색계열에서는 기본형, 2차 변형, 3차 변형이 가능하고, 적색계열에서는 기본형과 1차 변형, 2차 변형이 가능하다.
또한, 통합형에서는 기본형과 4차 변형, 6차 변형이 가능하다.
가령, 통합형의 기본형은 13, 17, 20, 27, 33, 43, 53, 70, 86, 113, 140이며 4차 변형은 앞에서부터 13, 17, 20, 27을 제외한 나머지 치수 33, 43, 53, 70, 86, 113, 140으로 배열된 유형이다. 같은 원리로 6차 변형은 앞에서 여섯 숫자를 제외한 53, 70, 86, 113, 140으로 배열된 유형을 말한다.

## 출판
르 코르뷔지에가 1948년에 르 모듈러를 출판했고 1955년에 모듈러 2를 출판했다. 이 작품들은 1954년에 The Modulor로 영어로 처음 출판되었고 1958년에 Modulor 2 (Let the User Speak Next)로 출판되었다.
2004년에 출판된 두 권의 책을 포함한 박스 세트는 모듈러를 사용하여 정사각형 형태로 인쇄되었으며, 27에서 140까지 시리즈는 크기가 10분의 1로 축소되었다.

## 모듈러의 의의 및 르 꼬르뷔지에의 기대
- 르 꼬르뷔지에는 모듈러가 비례라는 미학원리로서 뿐만 아니라 일반화된 척도체계에 사용되어 건축과 산업에서 표준화와 대량생산 문제에 대한 해결책이 될 수 있을 것이라고 생각했다. 
그가 제안한 표준화된 요소들을 사용한 생산방식은 당시 건설과 산업 환경에서 요구했던 생산성 향상과 경제성을 만족시키는 합리적인 방안이었기도 하지만 동시에 그 자신의 건축개념인 질서, 조화, 완전성을 표현하기 위한 것이기도 하였다. 즉, 그의 표준화 개념은 대량 생산의 가능성에 대한 양적 문제의 해결책에서 질적 문제의 해결책으로 전환되는 과정에 파생하고 있다.

- 르 꼬르뷔지에는 그의 모듈러가 전 세계에 통용되기를 기대하였다. 그가 전 세계의 양대 측정 단위인 미터 체계와 인치-피트 체계에 같이 적용될 수 있는 모듈러 2를 개발한 것도 그러한 이유에서였다.

- 그가 제안한 모듈러의 모든 치수들은 이웃하는 치수와 황금비의 관계를 갖는 수열을 이룬다. 이와 같이 비례가 보존되기 때문에 큰 규모의 치수들간의 관계는 작은 규모의 치수들간의 관계와 같게 되며, 스케일상의 변화와 상관 없이 모듈러를 작은 크기의 산업 생산품에서부터 대규모의 도시계획에 이르기까지 모든 대상물에 적용가능한 치수체계 및 디자인 도구가 된다.

- 시각적 비례관계에 의하여 설정된 수치체계인 규준선을 발전시켜 사용자의 활동반경을 수치로 정립한 모듈러를 사용함으로써 인간생활을 고려한 설계가 가능해졌다. 
모듈러를 현대적 관점에서 해석하면 인간의 활동반경에 대한 정립이라고 할 수 있다. 이는 현대의 유니버설 디자인 (Universal Deisgn)과 관련지어 해석할 수 있는데, 사용자의 접근성을 고려하여 사용자의 신체크기 및 자세, 손이 닿고 조작하기 적합한 치수의 공간을 제공하는 것이 모두 이에 해당한다.

- 모듈러는 불변의 가치를 갖는 기하학과 인간 사이에 공통요소를 확립하려고 시도했음을 알려주는 증거이다. 르 꼬르뷔지에는 인체측정학적 치수를 미학적 비례와 동일하게 만듦으로써 공통요소를 만들고자 하였다.[12]

## 비평
르 꼬르뷔지에는 모듈러를 그의 건축적 개념 -비례와 조화- 이 집약된 결과물로 제시한다. 그는 건축물 뿐만 아니라 회화, 도시계획에도 모듈러를 적용하였고, 실내가구와 내, 외장 마감재 등 모든 곳에 모듈러를 적용하였다. 그는 모듈러가 세계적으로 통용되는 보편적인 치수체계가 될 수 있을 것이라고 확신했지만 그의 꿈은 이루어지지 않았다.
- 모듈러는 영국인의 키를 기준으로 하였다. 각 나라마다 표준 신장에 차이가 있다는 점 때문에 모듈러는 전 세계적으로 통용되기에는 적절하지 않은 척도체계로 남을 수 밖에 없었다.

- 건축물에서의 모듈러의 적용을 인간이 감지하지 못하며, 모듈러에 의한 비례 및 조화가 단지 이념적으로만 표현되었다는 한계를 가지고 있다.

- 모듈러는 비례체계 이상의 의미를 지니지 못한다고 평가받았다. 게다가 비례 체계로서도 그리 좋은 평가를 받지는 못했다. 모듈러를 활용해 설계했던 건물이 별로 좋은 평을 얻지 못하는 경우가 많았기 때문이다.

슈타니슬라우스 폰 모스(Stanislaus von Moos): “모듈러는 틀에 박힌 건물의 추악함에 대한 구제책도 아니었다.”
존 섬머슨 (John Summerson): “그 체계를 만들어 낸 사람의 정신적인 내용이 중요하다. 그 체계들은 그들을 만들어내고 사용한 사람들과 더불어 운명을 같이 한다."
모듈러의 가치는 르 꼬르뷔지에가 그것을 사용한 방법에 있지, 모듈러 자체에 있는 것이 아니라는 뜻이다.

알란 콜쿤 (Allan Colquhoun)은 1920년대 르 코르뷔지에의 비례시스템에 관한 관심은 균형잡힌 표면을 점검하려는 경험적 형식을 취했던 반면, 전쟁 이후 모듈러의 출판으로 그의 관심은 가장 작은 디테일에서부터 대부분의 불규칙한 형태들에 플라톤적 정당성을 부여할 수 있는 숫자로 나타낸 척도가 되며 그 의도는 대량생산과 표준화가 예술적 자유와 조화된다는 것을 보이는 것이라고 말한다.
로빈 에반스는 모듈러를 연구할 가치가 있는 이유는 명확하면서도 자유로워야 한다는 건축디자인의 딜레마를 제시하고 있는 통찰력 때문이라고 말한다.
“It is a scale that makes the good likely and the bad unlikely.”

꼬르뷔제의 생각도 그와 같았다. 그는 항상 모듈러는 도구이지, 미를 만들어내는 기계가 아니라고 밝혔다. 모든 도구와 같이 그것을 더 좋게 사용할 수도 있고 더 나쁘게 사용될 수도 있다고 하였다.

## 같이 보기
- 인간공학
- 경험칙